# Jefferson Davis (cómic)
Jefferson Davis es un personaje de apoyo ficticio en historias con Miles Morales, uno de los personajes que asume el manto de Spider-Man. El personaje, creado por Brian Michael Bendis y Sara Pichelli, apareció por primera vez en Ultimate Comics: Spider-Man # 1 (noviembre de 2011), que se publicó como parte de la línea de libros Ultimate Marvel de Marvel Comics, que se encuentran en un universo y continuidad. separado del universo de Marvel "mainstream".

## Biografía
Jefferson nunca se llevó bien con su hermano Aaron Davis, pero decidió unirse a su hermano criminal para reunirse con el gánster Turk Barrett. Las cosas se salieron de control y Jefferson terminó en la cárcel solo para ser rescatado por Nick Fury. Impresionado con sus habilidades de lucha, Fury hizo que Jefferson se uniera a la pandilla de Barrett para obtener información, y finalmente se abrió camino hasta el imperio criminal de Wilson Fisk. Posteriormente, a Jefferson le ofrecieron un lugar en S.H.I.E.L.D. por parte de Fury, pero optó por vivir una vida simple, conociendo y casándose con Rio Morales y teniendo a Miles. Jefferson es ahora un oficial de policía en el Departamento de Policía de Nueva York, después de haber evitado que Miles interactuara con Aaron y mantener una familia estricta en un intento de guiar a su hijo por un camino limpio. A pesar de su total disgusto por las actividades criminales de Aaron, Jefferson se entristeció por la muerte de su hermano.
Durante los eventos de United We Stand, Jefferson fue capturado por S.H.I.E.LD. solo para ser atacado por HYDRA, intentando que Jefferson se uniera a HYDRA, pero los mata a todos y regresa a su hogar con Rio. Le dice a su esposa lo que sucede y van a buscar a Miles, encontrando a su hijo en la casa de Ganke Lee. Más tarde, Jefferson es atacado por Venom, quien lo pone en el hospital. Es atacado de nuevo, pero Spider-Man lo combate y lo derrota, pero a costa de que maten a Rio. Un año después, Jefferson descubrió que Miles era Spider-Man, lo que lo enfurecía y culpaba a su hijo por la muerte de Aaron y Rio. Jefferson se disculpa y revela su propio pasado a su hijo.
Después de los eventos de Secret Wars, Hombre Molécula agradece a Miles al transferir a Spider-Man, Ganke y sus dos familias al universo principal de Marvel, con Jefferson reuniéndose con Rio.

## Otras versiones
En la Tierra-65, Jefferson Davis es el Escorpión de esta realidad. En lugar de un traje verde con una cola grande, usa un traje y corbata que parecen estar cargados eléctricamente. Escorpión también lleva un bastón que se asemeja a una cola de escorpión y parece poseer una súper velocidad. También trabaja para S.I.L.K., una organización malvada similar a Hydra. Escorpión lucha contra Spider-Gwen y su hijo, confundiendo a este último con su apariencia.

## En otros medios

### Televisión
- Jefferson Davis es visto en una foto en Ultimate Spider-Man vs. Los 6 Siniestros, donde se da a entender que ha fallecido.[11]
- Jefferson Davis aparece en la serie animada Spider-Man, con la voz de Alex Désert.[12] Esta versión es inicialmente más optimista y tiene una sana relación padre-hijo con Miles Morales. En el episodio de la primera temporada "Ultimate Spider-Man", Jefferson le enseña a su hijo a usar el cerebro sobre la fuerza para resolver problemas. Ultimate Spider-Man lo salva de dos Spider-Slayers. El personaje se ve luego como Swarm en Spider-Man: Maximum Venom, utilizando abejas nanotecnológicas púrpuras que le otorgan una forma sólida y pueden usar sus aguijones para controlar la mente de los seres humanos. En el episodio "Spider-Man Unmasked", Jefferson distrae al Spider-Man original al adquirir las diversas fórmulas del Chacal para reunir un ejército de Rhino doppelgangers y Man-Spiders como líder de un espectáculo de transmisión clandestino basado en la arena de gladiadores llamado Liga Underground Monster para el inframundo criminal. Sin embargo, Jefferson descuida la tarea al capturar a Spider-Man, Ghost-Spider, Spider-Girl y Ultimate Spider-Man, quienes logran escapar y derrotarlo. En el episodio "Generaciones" Pt. 2, Jefferson se enfrenta a Ultimate Spider-Man en nombre de Dark Goblin, revelando su determinación de mantener su vecindario a salvo del fuego cruzado. En el proceso, sin embargo, padre e hijo descubren la identidad del otro, lo que hace que el primero se dé cuenta del error de sus caminos y huya en estado de shock.
- Jeff Morales aparece en la serie animada de televisión Spidey y sus sorprendentes amigos, con la voz de Eugene Byrd.

### Película
- Jefferson Davis aparecerá en Spider-Man: Un nuevo universo, con la voz de Brian Tyree Henry.[13] Esta versión es un oficial del PDNY y una fusión de su descripción original y Frank Quaid. Tiene una relación sana con Miles Morales, aunque tiene muy altas expectativas de su hijo. Si bien inicialmente desconocía los vínculos criminales de su hermano Aaron Davis y su trabajo como Prowler, todavía no estaba interesado en que Miles pasara tiempo con Aaron. Después de que Aaron es asesinado por Kingpin, el angustiado Jefferson trató de encontrar al asesino de su hermano, inicialmente creyendo que era el nuevo Spider-Man. Mientras se reconcilia con Miles, sin saberlo, inspira a su hijo a dominar como el nuevo Spider-Man y vengar a Aaron al derrotar a Kingpin. Tras la derrota y el arresto de Kingpin, Jefferson acepta los heroicos esfuerzos del nuevo Spider-Man.

### Videojuegos
Jefferson Davis aparece en la serie Spider-Man de Insomniac Games, con la voz de Russell Richardson. Esta versión es un oficial de policía de Nueva York con una sana relación con Miles Morales, así como respeto y admiración por Peter Parker.
- Introducido en Spider-Man (2018), Jefferson ayuda en la investigación de Spider-Man sobre los activos abandonados de Kingpin en nombre de la Capitana Yuri Watanabe y luego evita que dichos activos caigan en manos rivales. Durante el mitin de reelección de alcalde de Norman Osborn, Jefferson es alabado por su heroísmo. Cuando Señor Negativo y los Inner Demons cometen un ataque terrorista en un intento de matar a Osborn, Jefferson se sacrifica para salvar a otro oficial de policía de un terrorista suicida. Miles, inicialmente devastado por la muerte de su padre, aprende a aceptarlo con la ayuda de Rio y un simpático Peter, y acepta la oferta de este último de trabajar a tiempo parcial en un centro F.E.A.S.T. para honrar el legado de su padre.
- En Spider-Man: Miles Morales (2020), Miles ahora tiene habilidades de araña e intenta defender el legado de lucha contra el crimen de su padre como el segundo Spider-Man. También se revela que Jefferson se había distanciado de su hermano Aaron Davis después de descubrir la identidad dual de este último como el misterioso ladrón a sueldo Prowler. Jefferson acordó no arrestar a Aaron, pero exigió que su hermano se mantuviera alejado de su familia. Los hermanos nunca se reconciliaron antes de la muerte de Jefferson, dejando a Aaron profundamente afectado y sobreprotector de Miles, hasta el punto de encarcelarlo cuando Miles intenta detener al Tinkerer, no queriendo que muera como Jefferson.